# Traboule

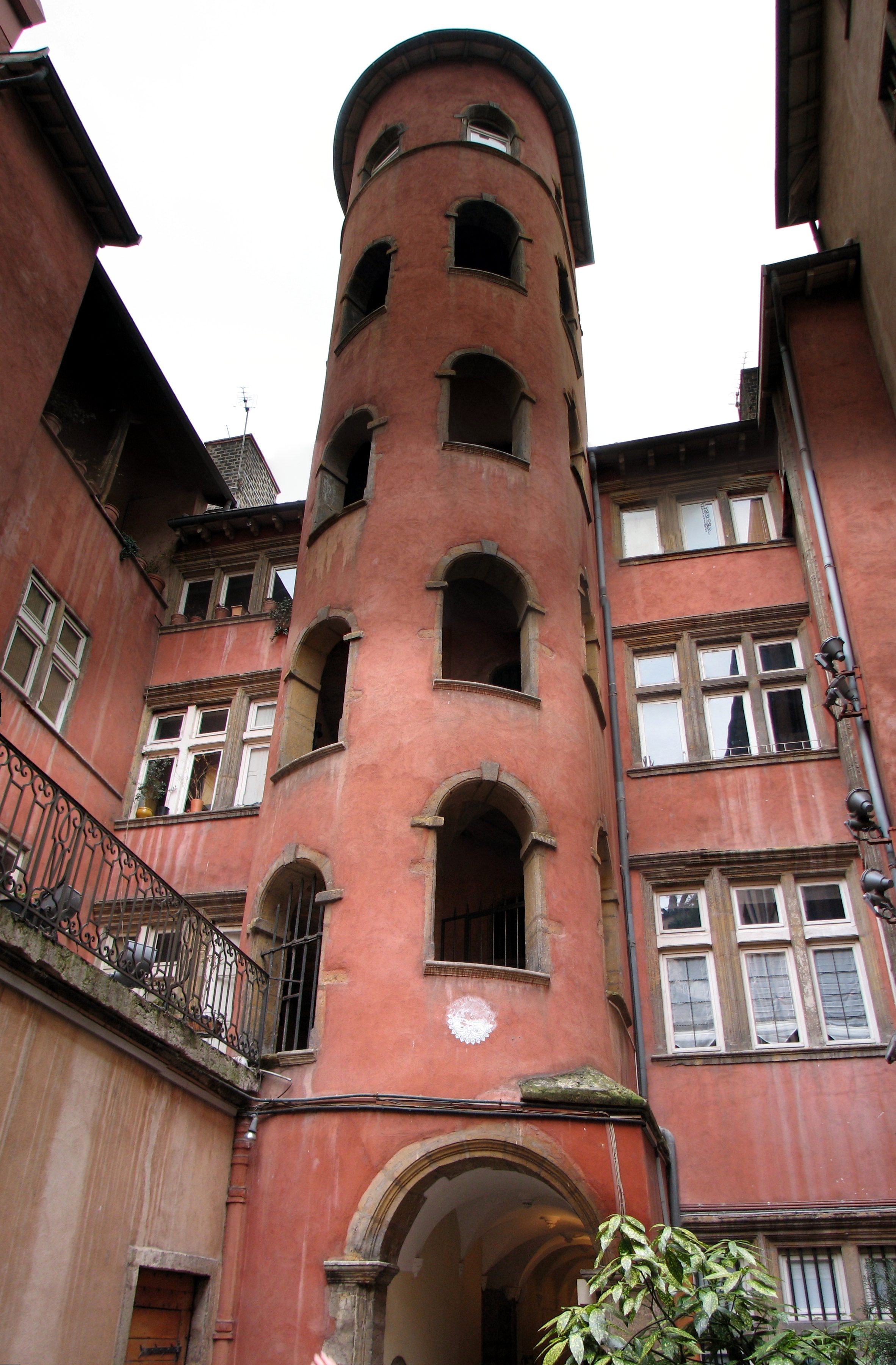
Traboule de la Tour Rose in Vieux-Lyon

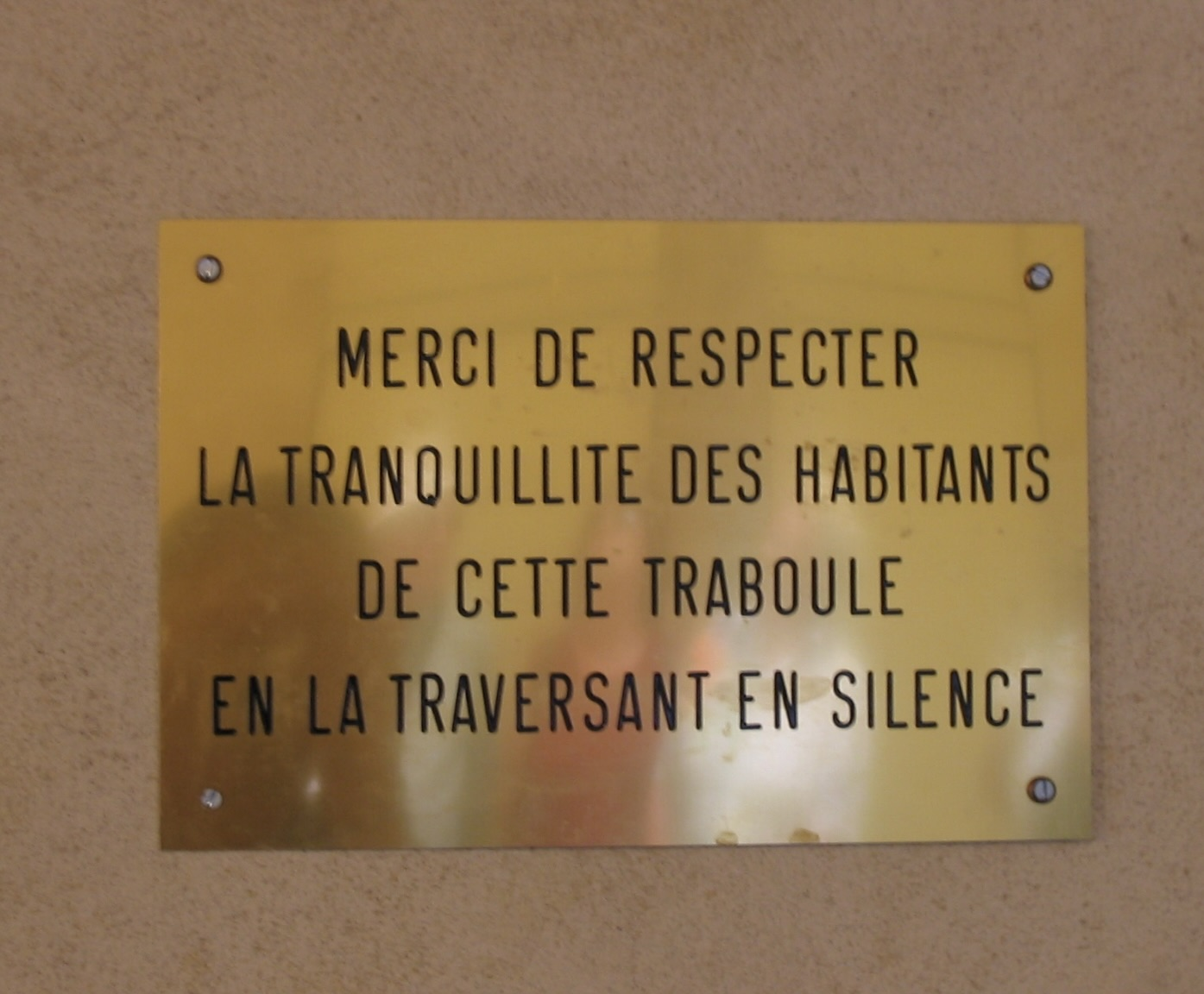
De vraag aan passanten geluidshinder te voorkomen

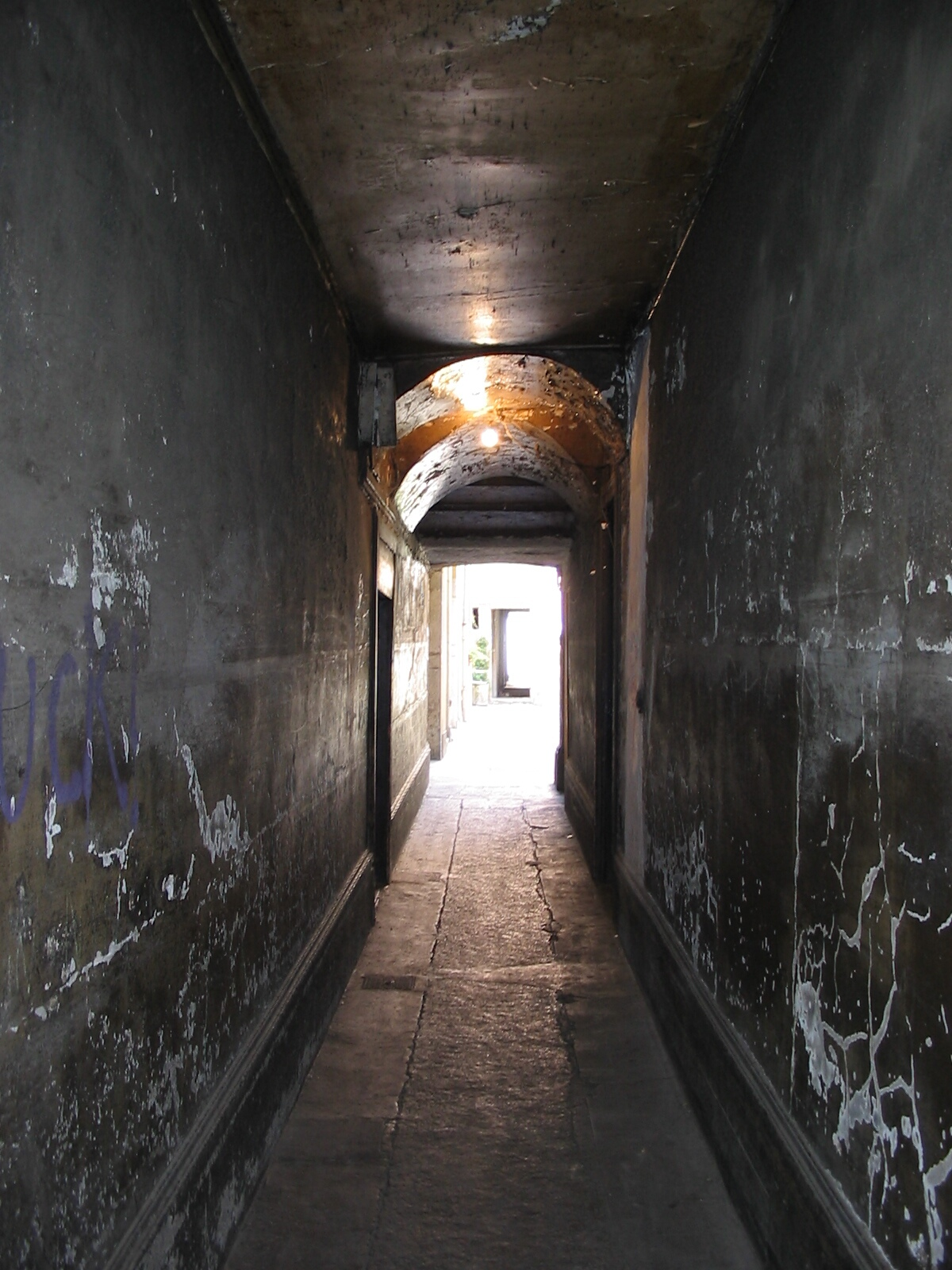
Een traboule in Vieux-Lyon

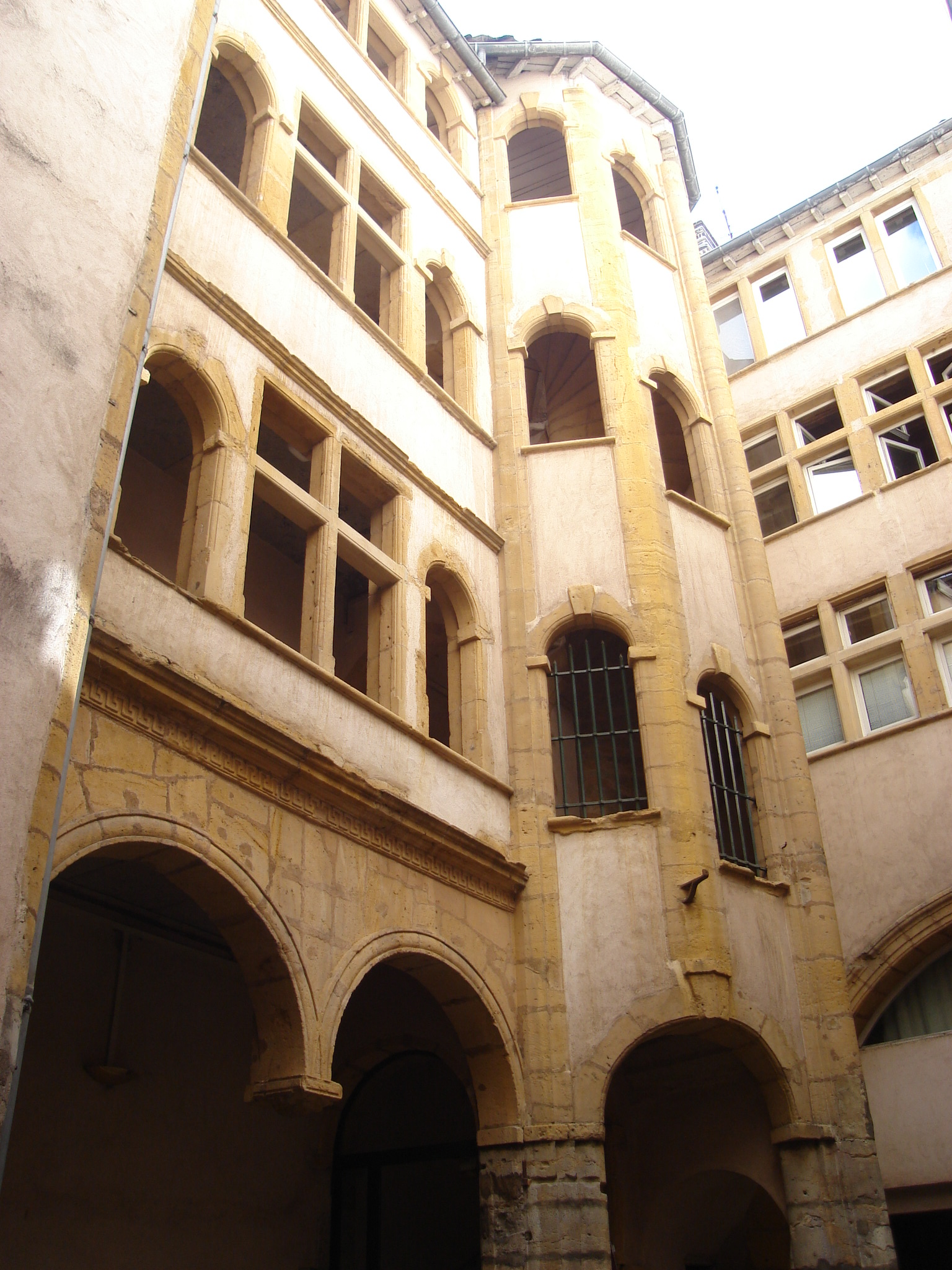
Een typische traboule

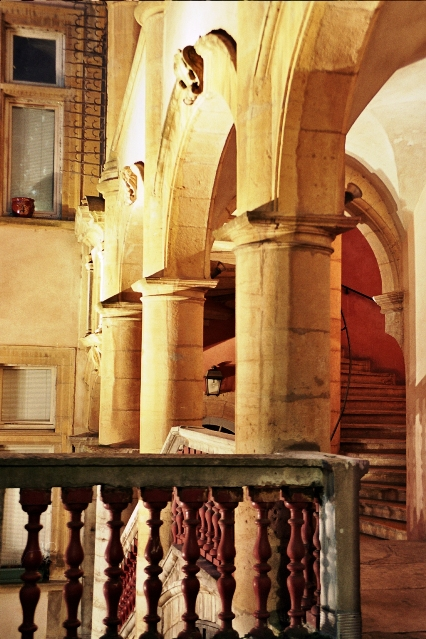
Een traboule in Saint-Paul

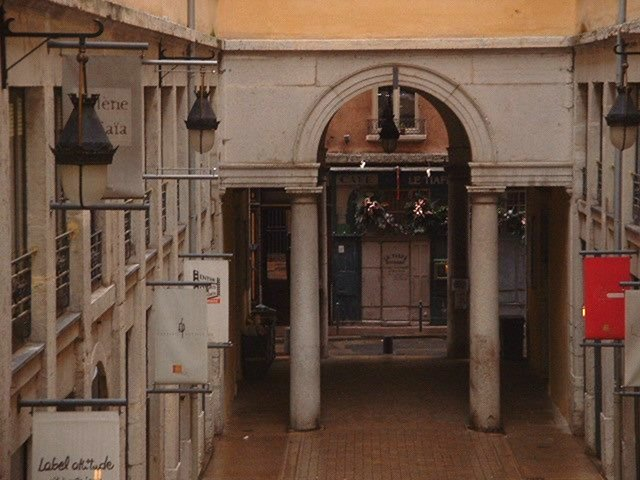
De passage Thiaffait in La Croix-Rousse

Een traboule is een voetgangersdoorgang doorheen gebouwen waarmee je in sommige Franse steden van de ene straat naar de andere kunt komen. De bekendste zijn in Lyon. Maar je vindt ook traboules in Villefranche-sur-Saône, Mâcon, Chambéry, Saint-Étienne, Louhans, Chalon-sur-Saône, Grenoble, Schiltigheim, Vienne, Tournus en Lavoûte-Chilhac. Die in Lyon staan ook bekend als "Les Rémoulades".
Er zijn verschillende soorten:
- directe traboule: je kunt de uitgang zien zodra je binnenkomt;
- hoektraboule: doorgang door twee of meer gebouwen waarmee met een hoek een doorgang wordt gerealiseerd tussen twee straten;
- uitstralende traboule: een binnenplaats in het hart van een woonblok met meerdere ingangen;
- traboules met omwegen.

Sommige traboules hebben trappen omdat ze straten met een steile helling verbinden, terwijl andere al deze kenmerken combineren.
Privacy en veiligheidsoverwegingen maakten dat de publieke doorgang in vele traboules werd geblokkeerd. Ter promotie van de historische binnensteden kunnen evenwel terug traboules gebruikt worden. In Lyon zijn er ongeveer veertig gratis toegankelijk voor het publiek op basis van overeenkomsten tussen de gemeente en particulieren. De stad Lyon draagt 70% bij in de kosten voor onderhoud, schoonmaak en verlichting, en 70% van de restauratiewerkzaamheden die door de eigenaren worden ingediend in ruil voor een recht van overpad, aangezien de meeste van deze plaatsen privé blijven.

## Etymologie
Het woord traboule, oorspronkelijk afkomstig uit Lyon, is een afleiding van trabouler, dat oorspronkelijk alleen voorkwam in de plaatsnaam "allée qui traboule", een variant van "allée qui traverse".
Volgens een wijdverspreide hypothese, vaak toegeschreven aan de archeoloog Amable Audin, stamt trabouler af van het werkwoord trabulare, een samentrekking in het vulgair Latijn van het hypothetische transambulare, samengesteld uit trans- ("oversteken") en ambulare ("lopen"). Deze hypothese, die niet wordt overwogen door de Trésor de la langue française, wordt echter ook niet weerhouden door de Dictionnaire des régionalismes de France, voor wie trabouler eenvoudigweg van "obscure oorsprong" is. Taalkundige Xavier Gouvert vindt het ongeloofwaardig om fonetische redenen. Voor Xavier Gouvert is het een argotisme die voortkomt uit een kruising tussen traverser en débouler (afgeleid van bouler, "vallen terwijl men rolt"), wat zou verwijzen naar een primitieve betekenis "oversteken terwijl men afdaalt" die kan worden verklaard door de veronderstelde topografische context waarin het voorkomt (de traboules die afdalen van de hellingen van La Croix-Rousse).
De eerste schriftelijke vermelding van "allée qui traboule" dateert uit 1875, maar het "oude Lyonnais dialect" waarnaar het verwijst, suggereert dat het werkwoord misschien al veel eerder werd gebruikt:
"De Rue Saint-Dominique - geopend in 1562 door de beroemde Baron van Les Adrets, tijdens de bezetting van Lyon door de protestanten - had lange tijd geen andere uitweg naar de Place des Célestins dan een kleine, obscure doorgang, een "allée de traverse" of, zoals het oude Lyonnais dialect het uitdrukte, een "allée qui traboule". Dit steegje was verbonden met de Place des Célestins door de rue Saint-Louis, een weinig bekend straatje dat loopt van de rue Pazzi tot de rue d'Amboise".
Traboule is een uitdrukking in Lyonees die is overgenomen in het meer verspreide Francoprovençaals. Het werkwoord "trabouler" wordt ook gebruikt om door een doolhof te lopen.

## Locatie
Er zijn meer dan 500 traboules in Lyon. Ze bevinden zich voornamelijk in de wijken Vieux Lyon (215 geklasseerde hofjes en traboules), La Croix-Rousse (163 geklasseerde hofjes en traboules op de hellingen) en Presqu'île (130 hofjes en traboules).

### Vieux Lyon (Saint-Jean)
De traboules in deze wijk dateren uit de Renaissance. Ze werden gebouwd naar het model van de Romeinse patio, met zijn galerijen en waterput op de binnenplaats.

### Croix-Rousse
De traboules in de wijk La Croix-Rousse zijn recenter, ze werden gebouwd toen de zijdewerkers (les canuts) hun gebouwen bouwden in de 19e eeuw. Vanaf de "hellingen" maken de traboules het ook mogelijk om snel het Presqu'île te bereiken in een rechte lijn, via kortere wegen. Een groot aantal traboules biedt toegang tot de helling van de Grande Côte.
In deze wijk ligt een van de beroemdste traboules, de Cour des Voraces, die wordt beschouwd als een herdenkingsplaats (van de opstand van de Canuts, van de Résistance, enz.). Er is ook de opmerkelijke Passage Thiaffait, die een uitstalraam is geworden voor de creatieve expertise van Lyon.

## Historische rol
Een theorie is dat de eerste traboules in de vierde eeuw werden gebouwd. De inwoners van Lugdunum hadden gebrek aan water, dus vestigden ze zich aan de oevers van de Saône (in de "benedenstad", aan de voet van de heuvel Fourvière). De traboules werden toen gebruikt om snel de Saône te bereiken. Daarnaast werden de traboules ook gebruikt door de "canuts" (zijdearbeiders) die zich op de heuvel Croix-Rousse vestigden om snel de lakenhandelaars te bereiken die onderaan de heuvel gevestigd waren.
Deze voetpaden waren ook de ideale manier om zich door de stad te verplaatsen, afgeschermd van de autoriteiten die vaak niet op de hoogte waren van hun exacte configuratie. Zo werden ze gebruikt als schuilplaatsen en routes voor volksbewegingen, bijvoorbeeld :
- Traboules werden gebruikt door de Canuts tijdens hun opstand die liep van 1831 tot 1848.
- Ze werden ook gebruikt door verzetsstrijders van de Résistance tijdens de Tweede Wereldoorlog.